# Amélie de Bade
Amélie Christine Caroline de Bade (Karlsruhe, 26 janvier 1795 – Karlsruhe, 14 septembre 1869) est une aristocrate de Bade.

## Biographie
Elle est la fille de Charles Ier de Bade, grand-duc de Bade de 1806 à 1811, et de sa seconde épouse Louise-Caroline de Hochberg.
Elle épouse Charles Egon II de Fürstenberg, prince de Fürstenberg, qui succède à son cousin en 1804; le mariage est célébré à Karlsruhe le 19 avril 1818.
Lorsqu'elle devient veuve, le 22 octobre 1854, son fils Charles-Egon Léopold règne sous le nom de Charles-Egon III.

## Descendance
Amélie a sept enfants:
- Marie Elisabeth Louise (Donaueschingen, le 15 mars 1819-Donaueschingen, le 9 avril 1897);
- Charles Egon Léopold (Donaueschingen, 4 mars 1820-Paris, 15 mars 1892), qui épouse Élisabeth Henriette de Reuss-Greiz;
- Marie Amélie (Donaueschingen, 12 février 1821-Rauden, 17 janvier 1899), qui épouse Victor de Hohenlohe-Schillingsfürst;
- Maximilien Egon Christian (Donaueschingen, 29 mars 1822-Pürglitz, 27 juillet 1873), qui épouse Leotina de Khevenhüller-Metsch;
- Marie Henriette Eleanor (16 juillet 1823-Vienne, 19 septembre 1834);
- Émile Egon Maximilien (Donaueschingen, 12 septembre 1825-Pürglitz, 15 mai 1899), qui épouse Leotina de Khevenhüller-Metsch;
- Pauline Wilhelmine Caroline (Donaueschingen, le 11 juin 1829-Slawentzitz, 3 août 1900), qui épouse Hugues de Hohenlohe-Öhringen.